# Frontó
|  | Per a altres significats, vegeu «Frontó (desambiguació)». |

El frontó és la paret contra la qual es llança la pilota en certs jocs de pilota en què els jugadors han de fer rebotar la pilota.

## Pilota valenciana
El frontó valencià es coneix també com pareteta.

### Història
El primer frontó documentat en terres valencianes és el Jai Alai a la rodalia de L'Albereda de València a finals del s. XIX. El dimarts 12 de juny de 1894 el periòdic El Mercantil hi anunciava una partida a 50 tants amb la treta des del 7 i mig que enfrontaria quatre pilotaires bascos (pilotariak), Arana i Otxandiano contra Urzelain i Mondragon.
Després d'aquests orígens forans, el frontó valencià ha evolucionat pel seu compte per a jugar amb una pilota diferent, la de tec, i unes mides de la canxa diferents. Però no ha arribat a ser tan popular i ben considerat com les dues modalitats capdavanteres, l'Escala i corda i el Raspall, les úniques que compten amb jugadors professionals.
Avui en dia, pilotaris bascos i valencians solen competir en partides d'exhibició o tornejos organitzats ad hoc, ja que han de jugar amb pilotes i frontons estranys per a ambdós estils.

### El recinte

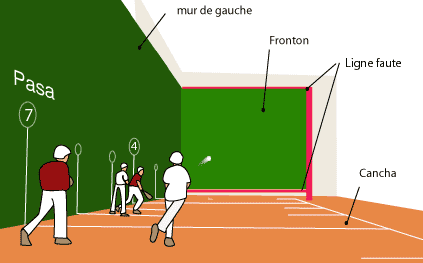
Frontó, amb detalls en francés

Un frontó valencià és una canxa rectangular de tres parets:
- El frontis, davant de la qual s'acararan els jugadors per fer-hi botar la pilota. A 90 cm d'altura hi ha una línia horitzontal o una xapa metàl·lica que marca el nivell per sota el qual no pot colpejar la pilota.
- La muralla està a l'esquerra del frontis i és la paret més llarga, de vora 25 m. Està marcada per unes línies verticals de l'1 al 10, els blaus, que serveixen per a la col·locació dels jugadors i per marcar la línia de falta i la línia del passa.
- El rebot és l'altra paret que fa cantonada amb la muralla, davant el frontis. Aquesta és la gran diferència amb el frontó basc, car quan aquells frontons tenen la paret del rebot poques voltes la pilota hi arriba, tant pel major pes de la pilota basca com per la major distància del frontó basc. A més, la paret del rebot té un tamborí (un bisell de 45°) que afegeix rapidesa i vivacitat al joc quan la pilota hi bota.

La muralla lateral està numerada de l'1 al 10 per a així facilitar la col·locació dels jugadors i marcar dos línies: la línia de falta, a l'altura del 4, el punt més proper al frontis on pot botar la pilota en la treta, i la línia de passa, a l'altura del 7, el punt més llunyà del frontis on pot botar la pilota en la treta.
El públic sol tenir escales esglaonades, o simples cadires, en la que seria quarta paret que tancaria el frontó. Això sí, a una distància prudencial, és l'anomenada contracanxa. Per tant, en el frontó, a diferència de la resta de modalitats de pilota valenciana el públic resta completament separat.

### Pilota

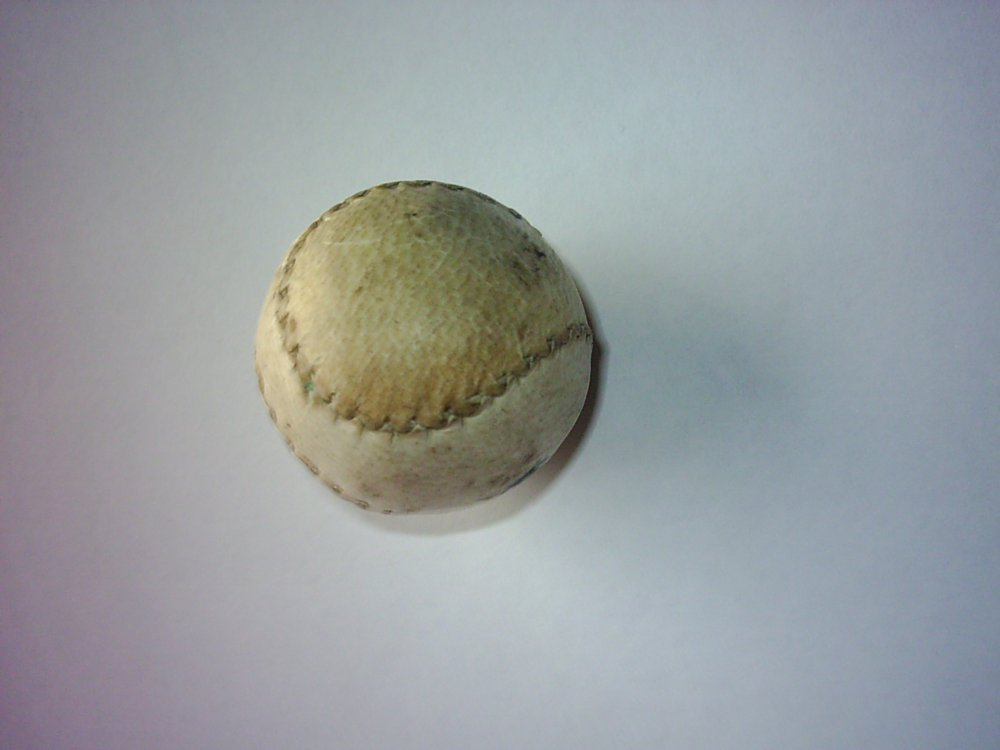
Pilota de tec

En els frontons valencians es juga amb les pilotes de tec, fetes de pell de cabra, de color blanc, més dures i pesades que les de badana, i més grosses que les de vaqueta. Pesa entre 45 i 50 gr, i el seu diàmetre oscil·larà entre 38 i 40 mm.

### Regles
Els piloters, un contra un, o en equips per parells, dos contra dos,comparteixen la canxa i només es diferencien en la vestimenta, de roig uns i de blau els altres, on el roig és el color dels favorits o suposadament més forts.
Tot i que avui en dia, per influència, se sol jugar amb la manera de comptar basca, la tradicional valenciana és la utilitzada en les competicions oficials organitzades per la Federació de Pilota Valenciana.
La manera valenciana es diu a jocs, i consisteix a jugar fins que un dels competidors abasta una xifra determinada de tantos (5 tantos són 1 joc). Cada equip alterna la treta en els tantos, els quals consisteixen en quatre quinzes anomenats quinze, trenta, val i joc. L'empat a quinze s'anomena a quinzens.
Aquesta és la manera emprada en les partides mà a mà (individuals), en què guanya qui arriba a 40 tantos. En cas d'empat a 35 (7 jocs) es juga un desempat d'11 quinzes a la manera basca.
En les partides per parelles, però, s'usa la manera de puntuar basca, en la qual el guanyador és qui aconsegueix 41 tantos (si empaten a 40, guanyarà qui arribe a 51), però amb la particularitat que cada quinze és un tanto directament, i que es manté a la treta qui ha aconseguit el darrer quinze.
El quinze comença quan el pilotari trau botant la pilota abans de la línia de falta (o sense botar-la sense trepitjar la línia de falta) i l'ha de sobrepassar tot fent-la botar en el frontis, així aniran alternant-se el torn de colpejar la pilota sempre que aquesta bote per sobre la xapa del frontis, pegant-li en l'aire o al primer bot. Si en la treta la pilota passa la línia de falta però també passa la línia de passa es té dret a repetir la treta.
El quinze es guanya quan l'equip rival no torna la pilota segons aquestes regles o comet falta:
- Si, en la treta, la pilota no arriba a la línia de falta.
- Si es colpeja la pilota amb qualsevol altra part del cos que no siga la mà.
- Si la pilota pega en la xapa del frontis, per defecte del piloter. O va per sobre les parets del frontis o la muralla, per excés.
- Si la pilota pega dos bots o el primer bot és fora de la canxa.

### Competicions
- Campionat Autonòmic de Frontó Individual
- Campionat Autonòmic de Frontó per Parelles
- Òpen Ciutat de València
- Trofeu Costa Blanca
- Trofeu Platges de Moncofa de Frontó
- Trofeu President de la Diputació de València

## Frontó basc

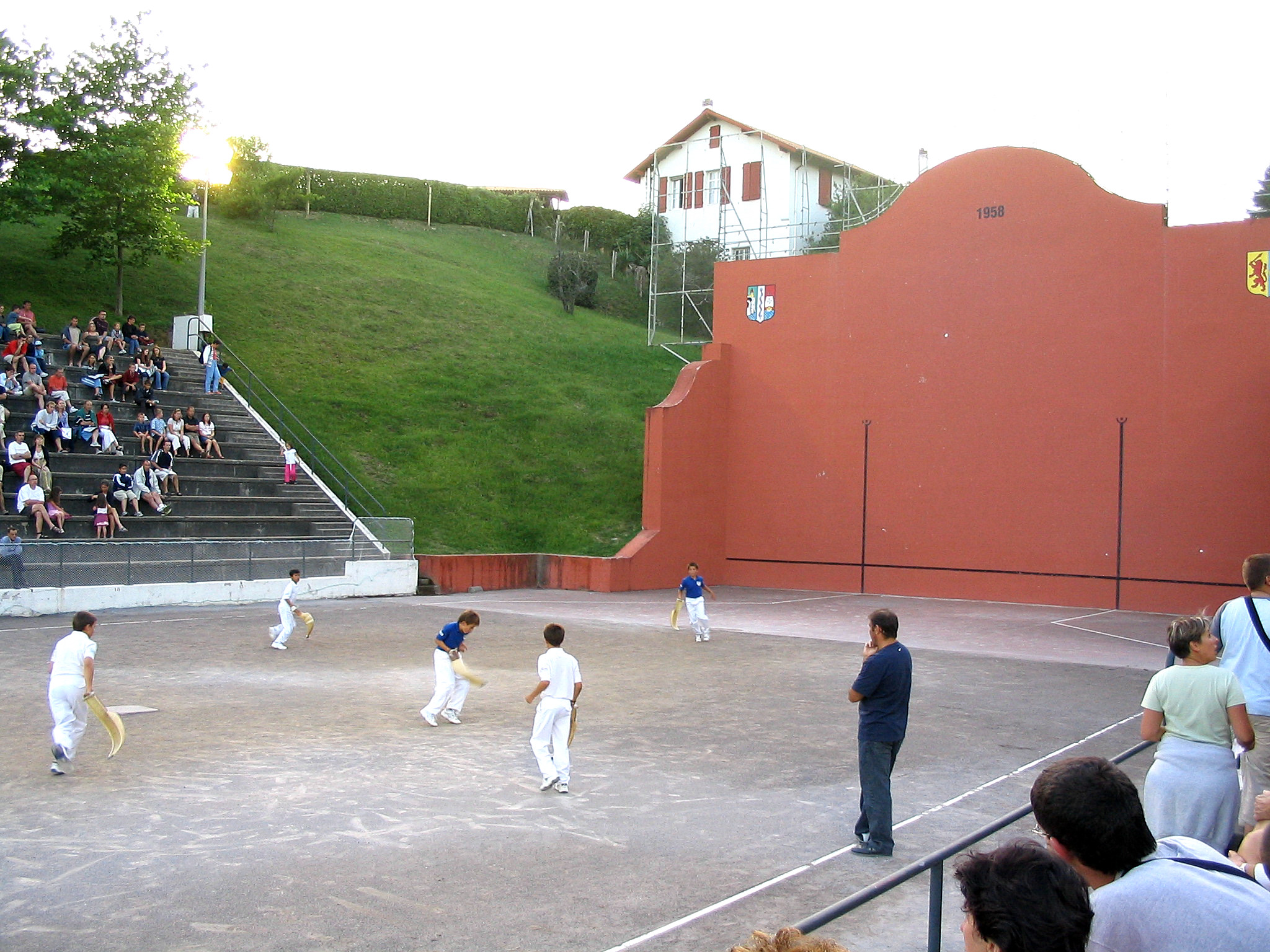
Partida de xistera a Bidart

El frontó basc és la canxa de joc per al joc de pilota anomenat pilota basca.
És en tot igual al frontó valencià, ans esmentat, del qual sembla predecessor, excepte en la llargària, que varia segons la modalitat que s'hi jugue:
- 30m: frontenis o pala.
- 36m: pilota a mà, pala de cuiro o bat curt.
- 54m: bat llarg, remonte o cistella.

Als pobles és encara possible trobar frontons construïts aprofitant una paret de l'església, que s'utilitza com a frontis, i de la qual ix de vegades una paret a l'esquerra (la muralla), menys freqüent, però, és la paret de rebot (la de darrere). Així, els frontons primitius podien tenir d'una a tres parets.

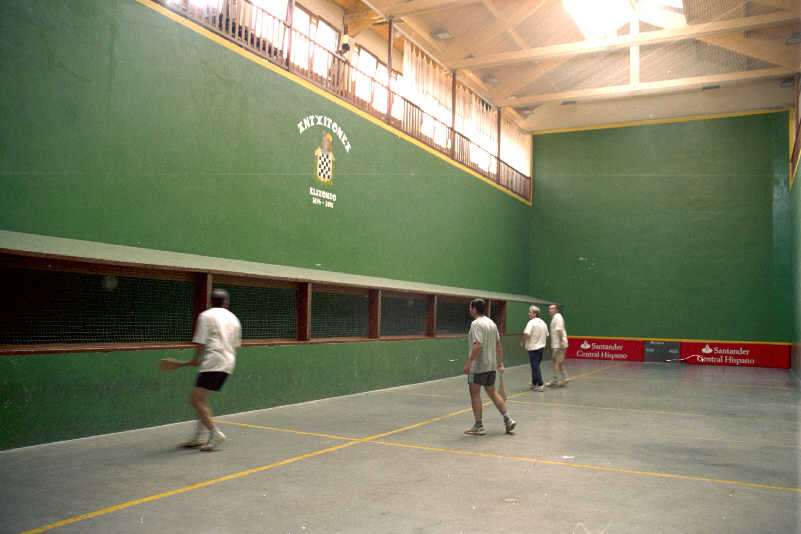
Trinquet basc a Elizondo, Navarra

Hi ha a més, al País Basc Nord, a Navarra i a zones de Castella, una mena de frontó que anomenen trinquet, tot i no semblar-se gens a un trinquet valencià. Consisteix en un frontó de 28,5m, tancat per totes quatre parets i amb un passadís amb sostre inclinat en la muralla esquerra des d'on els espectadors poden veure la partida.

## Frontó internacional
El Frontó internacional és la modalitat inventada per a ser jugada als Campionats Internacionals de Pilota que vol reunir les diverses versions escampades arreu.

## Frontons d'anomenada
- Frontó Adarraga de Logronyo
- Frontó Astelena d'Eibar
- Frontó Atano III de Sant Sebastià
- Frontó Beotibar de Tolosa
- Frontó Labrit de Pamplona
- Frontó Ogueta de Vitòria